# P.J. Proby
P. J. Proby, född James Marcus Smith 6 november 1938 i Houston, är en amerikansk sångare, låtskrivare och skådespelare som har porträtterat Elvis Presley och Roy Orbison i olika musikaler. Att ta artistnamnet P. J. Proby föreslog en vän till honom, (Sharon Sheeley), som kom ihåg en gammal pojkvän från gymnasiet med samma namn. Under 2008 firade Proby sin 70-årsdag och i samband med det släppte EMI ett album med namnet Best of the EMI Years 1961-1972.

## Biografi
Proby utbildade sig vid San Marcos Baptist Academy, Culver Military Academy och West Military Academy. Efter examen flyttade han till Kalifornien för att slå sig på en skådespelare- och musikerkarriär. Med artistnamnet Jett Powers tog han skådespelar- och sånglektioner samt medverkade i några filmer med biroller. Två singlar "Go, Girl, Go", och "Loud Perfume", gavs ut på ett oberoende skivbolag. 1962 började han skriva låtar och spela in demos för artister som Elvis Presley och Bobby Vee.
Proby gavs chansen av låtskrivaren Sharon Sheeley att göra en provspelning för Liberty Records. Han reste till London och blev presenterad för Jack Good och Jackie DeShannon av Sheeley. Han medverkade i Around the Beatles 1964. 
Under produktion av "Good", släppte Proby ett antal låtar 1964, "Hold Me" och "Together" med gitarristerna Big Jim Sullivan och Jimmy Page, "Somewhere", "Maria" och "I Apologise", och 1965, "Mission Bell".
Brian Epstein, The Beatles manager, gav låten "That Means a Lot", skriven av Lennon/McCartney, till Proby. Proby släppte låten i september 1965. Hans version producerades av Ron Richards och arrangeras av George Martin.
1967 fick han en Billboard Hot 100-hit med "Niki Hoeky". I september 1968 spelade Proby in albumet Three Week Hero som släpptes 1969. Det är ett samlingsalbum med countrymusik och ballader som mixades med blues, och där kompades han av The New Yardbirds, som senare skulle byta namn till Led Zeppelin.